# Ezequiel Orozco
Ezequiel Francisco Orozco Padilla (nació el 23 de noviembre de 1988 en Los Mochis, Sinaloa - falleció el 16 de marzo del 2018 en Los Mochis), fue un futbolista mexicano que jugó en la posición de delantero. 
Militando con Murciélagos FC en la Liga de Ascenso de México,  fue diagnosticado con cáncer de pulmón. 
Falleció el 16 de marzo del 2018, a los 29 años, tras perder la batalla contra el cáncer. En el partido Murciélagos FC vs Tampico Madero, en el Estadio Centenario, el 23 de marzo del 2018, correspondiente a la Jornada 14 del Clausura 2018,  se le rindió un homenaje.  

## Trayectoria
Debutó en la Primera División de México, con los Rayos del Necaxa el 4 de abril del 2009, enfrentando a Jaguares de Chiapas en el Estadio Victoria, en partido de la Jornada 12 del Clausura 2009; los Rayos ganaron 2-1 y el "Cheque" jugó 45 minutos al ingresar de cambio por Carlos Infante. 
Su primer gol en el Máximo Circuito, lo realizó el 24 de abril del 2009, en partido de la Jornada 15, ante el San Luis FC, en el Estadio Alfonso Lastras Ramírez; el encuentro finalizó 1-1. 
Para la Temporada 2009-2010 fue cedido a préstamo a Jaguares de Chiapas. En su presentación, en la Jornada 1 del Apertura 2009, anotó uno de los tantos (0-2) con los que Jaguares venció a Cruz Azul en el Estadio Azul. Con los Naranjas registró 28 juegos, 6 goles y 2 asistencias. 
En junio del 2010 retornó a Aguascalientes para encarar la Temporada 2010-2011 con el Club Necaxa.
Tras ser detectado con cáncer, saltó al terreno de juego –como elemento en activo– por última vez el 11 de noviembre del 2016, en la Jornada 17 del Apertura 2016, en el partido Murciélagos FC vs Tampico Madero, en Los Mochis, Sinaloa; inició como capitán y salió al minuto 1 de tiempo corrido, entre aplausos y buenos deseos por parte de sus compañeros de profesión y de los aficionados que asistieron al Estadio Centenario. 

### Clubes
| Club                | País   | Año           | Partidos | Goles |
| ------------------- | ------ | ------------- | -------- | ----- |
| Club Necaxa         | México | 2008-2009     | 4        | 1     |
| Jaguares de Chiapas | México | 2009-2010     | 28       | 6     |
| Club Necaxa         | México | 2010-2013     | 66       | 7     |
| Atlante             | México | Apertura 2013 | 7        | 1     |
| Club Necaxa         | México | 2014          | 25       | 3     |
| Altamira            | México | Clausura 2015 | 16       | 3     |
| Murciélagos FC      | México | 2016          | 20       | 1     |

Incluye: Ascenso, Liga, Copa MX e InterLiga. 

## Palmarés

### Campeonato nacional
| Categoría                 | Título        | Club        | País   |
| ------------------------- | ------------- | ----------- | ------ |
| Liga de Ascenso de México | Apertura 2014 | Club Necaxa | México |